# Aeroporto Internazionale di Calgary
L'Aeroporto Internazionale di Calgary è un aeroporto situato vicino a Calgary, in Canada. Lo scalo offre voli giornalieri con l'Europa, gli Stati Uniti e l'Asia oltre a numerose rotte nazionali. È composto da un solo terminal.
L'aeroporto è uno dei 4 hub di Air Canada e per la sua sussidiaria Air Canada Jazz. Inoltre è l'hub principale per la seconda compagnia aerea canadese, la WestJet, al 2009 quinta compagnia low-cost al mondo in termini di ricavo.